# آمبرو (لوته‌گارون)
امبراس، لات-ات-گارون (به فرانسوی: Ambrus, Lot-et-Garonne) یک کامین در فرانسه است که در Canton of Damazan واقع شده‌است.

## خصوصیات
امبراس ۱۲٫۳۵ کیلومترمربع مساحت و ۹۷ نفر جمعیت دارد و ۱۲۰ متر بالاتر از سطح دریا واقع شده‌است.